# Sandryk Biton
Pour les articles homonymes, voir Biton (homonymie).
Sandryk Biton est un arbitre français de football né le 14 juillet 1974 à Montpellier, désormais reconverti comme dirigeant de club. Il a été nommé arbitre de la fédération en 1999.
Arbitre de Ligue 1 pendant une saison (2006-2007), il a été rétrogradé en ligue 2. En conflit avec ses instances dirigeantes, il a mis fin à sa carrière nationale.
| Saison    | Compétitions          | Nbre de matchs | Cartons jaunes | Cartons rouges |
| --------- | --------------------- | -------------- | -------------- | -------------- |
| 2006-2007 | Coupe de la Ligue     | 1              | 4              | 0              |
| 2006-2007 | Ligue 1               | 17             | 68             | 5              |
| 2006-2007 | Ligue 2               | 8              | 24             | 1              |
| 2007-2008 | Coupe de la Ligue     | 1              | 5              | 0              |
| 2007-2008 | Ligue 2               | 18             | 61             | 3              |
| 2007-2008 | Trophée des champions | 1              | 4              | 0              |

Depuis l'intersaison 2018, il est manager général du FC Sète 34, qui évolue en National 2 lorsqu'il est engagé. Il procède dans un premier temps à un audit du club, au cours duquel il met en évidence plusieurs défaillances structurelles relatives à la formation des jeunes et au budget. Il engage ensuite la construction d'un nouveau projet, basé notamment sur le recrutement d'éducateurs qualifiés pour les équipes de jeunes, notamment d'anciens joueurs illustres du club comme Georges Moureaux ou Abdel Kharrazi. Il restructure également les contrats des joueurs afin que le club présente un budget équilibré, et fait appel à Nicolas Guibal pour remplacer Jean-Luc Muzet au poste d'entraîneur de l'équipe première. La première saison (2018-2019) s'achève par une honorable 5ème place dans le groupe B de National 2. Avec Nicolas Guibal, Sandryk Biton contribue à renforcer l'équipe à l'intersaison suivante. Le championnat 2019-2020 est dominé par le FC Sète, qui survole le groupe C. En raison de la pandémie de coronavirus, le championnat est prématurément stoppé et la première place revient au FC Sète, qui accède ainsi de nouveau au championnat de National 1 11 ans après sa rétrogradation en division d'honneur pour raisons budgétaires.Il arrive à maintenir le club en National avec le plus petit budget pendant 2 saisons avant de partir sous les remerciements de tout un club.